# لویسبورگ (کانزاس)
لویسبورگ (به انگلیسی: Louisburg) شهری در ایالت کانزاس کشور ایالات متحده آمریکا است که جمعیت آن در سرشماری سال ۲۰۱۰ میلادی، ۴٬۳۱۵ نفر بوده‌است.